# Begonia tenuifolia
Begonia tenuifolia là một loài thực vật có hoa trong họ Thu hải đường. Loài này được Dryand. mô tả khoa học đầu tiên năm 1791.